# Le Suaire (bande dessinée)
Le Suaire est une bande dessinée en trois parties écrite par Gérard Mordillat et Jérôme Prieur, dessinée et mise en couleurs (lavis) par Éric Liberge, publiée aux éditions Futuropolis à partir de 2018.

## Synopsis
Le récit se déroule à trois époques différentes, une pour chaque tome, dans des pays et des milieux différents :
- en France, dans la campagne champenoise du XIVe siècle,
- en Italie, dans le Turin du XIXe siècle,
- au Texas, dans le désert de Corpus Christi du XXIe siècle.

Les trois personnages principaux vont vivre, à travers le temps et l’espace, une passion amoureuse marquée par la rivalité des deux hommes pour la conquête de la jeune femme, dont le Suaire de Turin est l’enjeu et l’emblème.

### Première époque: Lirey, 1357
En février 1357, la France est en guerre contre l’Angleterre alors que la peste ravage le pays.
Dans une abbaye à Lirey, en Champagne, les destins de trois personnages vont s'entremêler :

- Lucie s'apprête à prononcer ses vœux et désire exercer au chevet des pestiférés,

- Thomas, le Prieur, a lancé la construction d'une abbatiale dans laquelle sera conservée une relique de la Vraie Croix qu’il a rapportée de Jérusalem, mais les travaux sont interrompus faute de financement par les seigneurs locaux qui se montrent indifférents au projet,

- Monseigneur Henri, évêque de Troyes, arrive à Lirey afin d'obtenir de sa cousine Lucie, dont il est éperdu, qu'elle renonce à ses vœux.

Afin d'attirer les pèlerins à Lirey et d'obtenir des fonds pour les travaux, Thomas a l'idée de créer un suaire qui sera censé avoir recueilli le corps du Christ. Une silhouette sculptée dans un tronc d'arbre sera imprimée sur un tissu au moyen d'une poudre pigmentée due aux talents d’apothicaire de Lucie. Henri, qui lutte contre l'idolâtrie, découvre la supercherie et s'oppose alors à Thomas...

### Seconde époque: Turin, 1898
En mai 1898, la monarchie italienne est en danger : le peuple se soulève et les idées socialistes progressent. Alors que Secondo Pia vient de photographier le suaire dans la cathédrale San Giovanni Baptista, les royalistes veulent se servir du suaire afin de renforcer la monarchie de droit divin. Parmi eux, le baron Tomaso Pastore d'Urbino, fervent catholique, cherche à faire authentifier le suaire et s'oppose à Enrico, athée et député socialiste, qui dénonce une manipulation politique. Les deux hommes s'affrontent également au sujet de Lucia, la fille du baron et amante d'Enrico…

### Troisième époque: Corpus Christi, 2018
(a paru en 2019)

## Historique
Jérôme Prieur et Gérard Mordillat collaborent depuis les années 1990 sur divers projets artistiques en relation avec les origines du christianisme. Ils ont ainsi réalisé des documentaires pour la chaîne de télévision Arte (en 1998, 2003 et 2008) et ont écrit plusieurs livres évoquant notamment le personnage de Jésus de Nazareth. Le point de départ du récit du premier tome s'inspire de faits historiques :  la première mention du Suaire de Turin (un drap de lin jauni montrant l’image floue d’un homme présentant des blessures compatibles avec une crucifixion) provient de Lirey, en 1357, où l’évêque de Troyes en interdit l’ostension en affirmant qu'il s'agit d'une supercherie.

## Publication
- Lirey, 1357, 78 planches, soit 80 pages, format 23 cm x 32,5 cm, 2018 (DL 01/2018)  (ISBN 978-2-7548-2110-0)[2]
- Turin 1898, 68 planches, soit 72 pages, format 23 cm x 32,5 cm, 2018 (DL 09/2018)  (ISBN 978-2-7548-2481-1)[3]